# Tervonsäleikkö
Tervonsäleikkö är en ö i Finland. Den ligger i Pyhäjoki älv och i kommunen Pyhäjoki i den ekonomiska regionen  Brahestads ekonomiska region  och landskapet Norra Österbotten, i den centrala delen av landet, 500 km norr om huvudstaden Helsingfors. Öns area är 0,4 hektar och dess största längd är 100 meter i sydöst-nordvästlig riktning.